# 井上英治
井上 英治（いのうえ えいじ、1952年 -　）は、法学者、弁護士、中央大学教授。
愛媛県生まれ。1976年早稲田大学法学部卒業。司法試験合格。1977-79年最高裁判所司法研修所。79年弁護士登録。1994年中央大学経済学部専任講師、2003年教授。

## 著書
- 『前田手形理論の論証研究』法曹同人 法学研究双書 1987
- 『民法(全)の論証研究400選』法曹同人 法学研究双書 1987
- 『会社法の全体構造』法曹同人 リーガル・ブックス 司法試験セミナー　1988
- 『会社法の論点解釈140』法曹同人 リーガル・ブックス 司法試験セミナー　1988
- 『刑法各論の論証研究200選』法曹同人 法学研究双書 1988
- 『刑法(総論)の論証研究100選』法曹同人 法学研究双書 1988
- 『憲法』全3巻　法曹同人 リーガル・ブックス 司法試験合格講座 1988
- 『憲法(全)の論証研究150選』法曹同人 法学研究双書 1988
- 『佐藤憲法からみた択一の争点 口語解説』全3巻　法曹同人 1988-89
- 『佐藤憲法答案作成の技法と研究』法曹同人 答案作成の技法と研究 1988
- 『創造説・二段階行為説の世界』法曹同人 リーガル・ブックス 司法試験セミナー　1988
- 『民法』全2巻　法曹同人 リーガル・ブックス. 司法試験合格講座 1988
- 『民法(全)の論証研究500選』法曹同人 法学研究双書 1991
- 『憲法講義』全2巻　法曹同人 1992
- 『新・択一受験講座 債権総論』法曹同人 司法試験択一コンメンタール 1992
- 『新・択一受験講座 債権各論』法曹同人 司法試験択一コンメンタール 1992
- 『新・択一受験講座 親族・相続法』法曹同人 司法試験択一コンメンタール 1992
- 『新・択一受験講座 担保物権法』法曹同人 司法試験択一コンメンタール 1992
- 『新・択一受験講座 物権法』法曹同人 司法試験択一コンメンタール 1992
- 『新・択一受験講座 民法総則』法曹同人 司法試験択一コンメンタール 1992
- 『前田手形法解明講座』法曹同人 1994
- 『財産法概論』法曹同人 1995　中央大学出版部 2001
- 『会社法(全)の論証250選』法曹同人 実戦司法試験論証講座 2000
- 『刑法(全)の論証300選』法曹同人 実戦司法試験論証講座 2000
- 『憲法(全)の論証150選』法曹同人 実戦司法試験論証講座 2000
- 『債権総論』法曹同人 現代民法コンメンタール 2000
- 『「詳解」体系別過去問憲法』法曹同人 2000
- 『詳説憲法 司法試験実戦マニュアル』法曹同人 2000
- 『詳説民法3担保物権法 司法試験実戦マニュアル』法曹同人 現代民法コンメンタール 普及版　2000
- 『手形法(全)の論証前田説・通説』法曹同人 実戦司法試験論証講座 2000
- 『民法(全)の論証600選』法曹同人 実戦司法試験論証講座 2000
- 『井上英治の体系別論文過去問詳解憲法』辰已法律研究所 2002
- 『現代不法行為論 判例と理論』中央大学出版部 2002
- 『詳説民法』全5巻　辰巳法律研究所 2002
- 『刑法全論点答案の書き方てきすと』辰已法律研究所 2003
- 『憲法全論点答案の書き方てきすと』辰已法律研究所 2003
- 『民法全論点答案の書き方てきすと』辰已法律研究所 2003
- 『ロースクール憲法』辰已法律研究所 ロースクール・シリーズ 2003
- 『ロースクール民法』辰已法律研究所 ロースクール・シリーズ 2003
- 『ロースクール刑法』辰已法律研究所 ロースクール・シリーズ 2004

### 共著
- 『渥美刑訴答案作成の技法と研究』野村宏二共著 法曹同人 答案作成の技法と研究 1988
- 『会社法の論証研究』野村宏二共著 法曹同人 法学研究双書 1989
- 『刑事政策(全)の論証研究』野村宏二共著 法曹同人 法学研究双書 1989
- 『鈴木会社法答案作成の技法と研究』野村宏二共著 法曹同人 答案作成の技法と研究 1989
- 『民法答案作成の技法と研究』野村宏二共著 法曹同人 1989
- 『刑法各論ハンドブック学説整理 司法試験の争点に迫る』石田章共著 法曹同人 1990
- 『会社法の論証研究250選』野村宏二共著 法曹同人 法学研究双書 1991
- 『破産法 新版』本間法之共著 法曹同人 現代司法試験講座 1992
- 『ロースクール商法総則・商行為法』清水知彦共著 辰已法律研究所 ロースクールシリーズ 2004

## 注
1. ↑  「ロースクールシリーズ」著者紹介